# ネットスペンド
ガンナー・シェパードソン（Gunner Shepardson、2007年3月18日 - ）は、ネットスペンド（Nettspend）として知られるアメリカ合衆国のラッパー兼ソングライターである。
彼は2023年後半に楽曲「Drankdrankdrank」のスニペットがTwitterでバイラル化したことで人気を博した。

## 生い立ち
ガンナー・シェパードソンは2007年3月18日、リッチモンドで生まれた。彼には3人の兄弟がおり、父親はカントリー歌手だった。幼少期、シェパードソンはマイケル・ジャクソン、ケイティ・ペリー、ジャスティン・ビーバーを聴き、スケートボードに夢中だった。彼は小学5年生の時に初めてラップを試した。シェパードソンは学校で孤立を感じ、COVID-19のロックダウンの影響を理由に9年生で中退した。

## キャリア
ネットスペンドは2022年12月にSoundCloudで音楽をリリースし始めた。数ヶ月間着実に人気を集めた後、彼の曲「Drankdrankdrank」のスニペットがTwitterでバイラルヒットし、より広い層に知られるようになった。彼の曲「Shine N Peace」は『The Fader』と『ニューヨーク・タイムズ』によって2023年のベストソングの1つに挙げられた。
2024年1月11日、ネットスペンドはプロデューサーのEvilgianeの楽曲「40」にラッパーのxaviersobasedと共にフィーチャーされた。この曲は『ニューヨーク・タイムズ』と『Pitchfork』によって2024年のベストソングの1つに挙げられた。ネットスペンドは3月16日にローリング・ラウドに出演し、これが彼にとって初のフェスティバル出演となった。
2024年6月、ネットスペンドはラッパーのオサマソンとシングル「Withdrawals」でコラボレーションした。同月、彼は同じくバージニア出身のラッパー、トミー・リッチマンの「Devil Is a Lie」のミュージックビデオにカメオ出演した。複数のライブでティーザーした後、ネットスペンドは7月にデフトーンズの「Entombed」をサンプリングした曲「That One Song」をリリースした。その後の数週間で、「That One Song」はネットスペンドの他の人気曲の大部分と共にストリーミングプラットフォームから削除された。これらの曲の多くはその後再アップロードされている。
2024年10月3日、ネットスペンドはコール・ベネットが監督したミュージックビデオと共に「F*ck Swag」をリリースした。2ヶ月後の2024年12月6日、ネットスペンドはデビューミックステープ『BAD ASS F*CKING KID』をリリースした。彼は同名のプロモーションツアーに乗り出し、ロサンゼルス公演ではイギリスの歌手ピンクパンサレスをゲストに迎えた。
2025年2月21日、ネットスペンドはソーシャルメディアで次回の「Invert」ツアーを発表した。このツアーはVansがスポンサーとなり、3月14日から4月16日まで開催される。
2025年3月11日、ネットスペンドはパリ・ファッションウィーク最終日にMiu MiuでCortisa Starと共にランウェイデビューを飾った。

## 音楽スタイルと影響
ネットスペンドの音楽スタイルは、ヒップホップのサブジャンルであるトラップに由来する。彼の音楽は、ヒップホップのサブジャンルであるジャークとも特徴づけられている。Pitchforkによれば、ジャークは「ピッチを上げた多層的なボーカルと、スピーカーが壊れたように聞こえるベース」で構成される。ネットスペンドの曲のほとんどは2分未満である。『The Fader』によると、彼は自身の音楽に「歪んだ808」、「緩やかなピアノリフ」、「きらめくシンセサイザー」を多用する。ネットスペンドの音楽は、『i-D』によって「刺激の交響曲」と評され、『ニューヨーク・タイムズ』によって「ポスト・ポスト・レイジ」と評されている。
『i-D』とのインタビューで、ネットスペンドはチーフ・キーフ、リル・ウージー・ヴァート、ヤング・サグ、ジャスティン・ビーバー、ケイティ・ペリー、マイケル・ジャクソンを影響を受けた人物として挙げた。